# Akcja AB
Akcja AB – potoczna nazwa tzw. Nadzwyczajnej Akcji Pacyfikacyjnej (niem. Außerordentliche Befriedungsaktion – AB), którą okupanci niemieccy przeprowadzili na terytorium Generalnego Gubernatorstwa między majem a lipcem 1940.
Außerordentliche Befriedungsaktion miała charakter ludobójstwa i stanowiła kontynuację tzw. akcji „Inteligencja” (Intelligenzaktion) prowadzonej na okupowanych ziemiach polskich od września 1939. W ramach Akcji AB funkcjonariusze SS i policji niemieckiej zamordowali co najmniej 6500 Polaków – w tym ok. 3500 przedstawicieli polskich elit politycznych i intelektualnych oraz ok. 3000 przestępców kryminalnych. Najbardziej znaną zbrodnią popełnioną przez Niemców w ramach „Nadzwyczajnej Akcji Pacyfikacyjnej” były masowe egzekucje w Palmirach.

## Geneza
Od pierwszych dni okupacji niemiecki terror wymierzony był przede wszystkim w przedstawicieli polskich elit politycznych, społecznych i intelektualnych. Zgodnie z rasistowskim stereotypem Polaka panującym w III Rzeszy nazistowscy przywódcy wierzyli, że świadomość narodową posiada tylko polska inteligencja, natomiast lud zajmuje się wyłącznie troską o codzienny byt i pozostaje obojętny na losy państwa. Z tego powodu zakładano, że eksterminacja polskich elit pozwoli zniszczyć polską tożsamość narodową i przekształcić polskie społeczeństwo w bierną amorficzną masę, służącą w najlepszym razie jako niewykwalifikowana siła robocza dla III Rzeszy. Do grona inteligencji Niemcy nie zaliczali jednak wyłącznie osób należących z powodu wykształcenia do określonej warstwy społecznej, lecz wszystkich tych, wokół których z racji ich aktywności i postawy mógł się rozwijać ruch oporu – a więc ludzi, których cechowała aktywność i umiejętności kierownicze. Planowano także likwidację osób cieszących się autorytetem w polskim społeczeństwie. Nazistowscy decydenci używali w stosunku do tej szerokiej grupy określenia „polska warstwa przywódcza” (niem. die polnische Führungsschicht). Zaliczano do niej przede wszystkim: duchownych katolickich, nauczycieli, lekarzy, weterynarzy, oficerów w stanie spoczynku, urzędników, kupców, posiadaczy ziemskich, prawników, pisarzy, dziennikarzy, pracowników służb mundurowych, jak również członków organizacji i stowarzyszeń krzewiących polskość, przede wszystkim Polskiego Związku Zachodniego, Ligi Morskiej i Kolonialnej, Kurkowego Bractwa Strzeleckiego, Związku Strzeleckiego „Strzelec”, organizacji kombatanckich jak Związek Powstańców Wielkopolskich, Związek Powstańców Śląskich czy Towarzystwo Powstańców i Wojaków, a nawet organizacji sportowych jak Polskie Towarzystwo Gimnastyczne „Sokół”.
W ramach tzw. akcji „Inteligencja” (Intelligenzaktion), prowadzonej na okupowanych ziemiach polskich między wrześniem 1939 a wiosną 1940, Niemcy zamordowali co najmniej 100 000 obywateli polskich. Z tego grona blisko 50 000 osób poddano bezpośredniej eksterminacji, podczas gdy resztę deportowano do obozów koncentracyjnych, gdzie przeżył tylko znikomy procent. Największe rozmiary akcja eksterminacyjna przybrała na ziemiach wcielonych do Rzeszy. Na szeroką skalę mordowano tam wszystkich przedstawicieli „polskiej warstwy przywódczej”, z wyjątkiem osób, które z racji swoich umiejętności były – chociażby przejściowo – niezbędne dla prawidłowego funkcjonowania miejscowych struktur administracyjnych i gospodarczych (np. lekarze, inżynierowie, weterynarze, pracownicy komunalni itp.). Nieco mniej krwawy przebieg miały natomiast działania antyinteligenckie prowadzone na terenie Generalnego Gubernatorstwa – jednostki administracyjno-terytorialnej utworzonej przez Niemców na okupowanych terenach centralnej Polski. Niemiecki terror w mniejszym stopniu dotknął m.in. tamtejsze duchowieństwo katolickie i ziemiaństwo, choć nadal brutalnie prześladowano polskich przywódców politycznych i społecznych, prawników, nauczycieli oraz inteligencję twórczą. Ponadto w pierwszych miesiącach okupacji to właśnie na terytorium Generalnego Gubernatorstwa miała miejsce jedna z najgłośniejszych akcji terrorystycznych wymierzonych w polską inteligencję, tj. aresztowanie profesorów uczelni krakowskich (listopad 1939).
Wiosną 1940 roku Niemcy zorientowali się jednak, że społeczeństwo polskie otrząsnęło się z szoku po klęsce wrześniowej, a ruch oporu intensyfikuje swoją działalność. Rozpoczęcie niemieckiej ofensywy na Zachodzie odwróciło uwagę światowej opinii publicznej od wydarzeń w Polsce, stąd władze Generalnego Gubernatorstwa postanowiły wykorzystać tę okoliczność do przeprowadzenia zakrojonej na szeroką skalę akcji terrorystycznej, ponownie wymierzonej w polską inteligencję i elity społeczne.

## Niemieckie plany i przygotowania

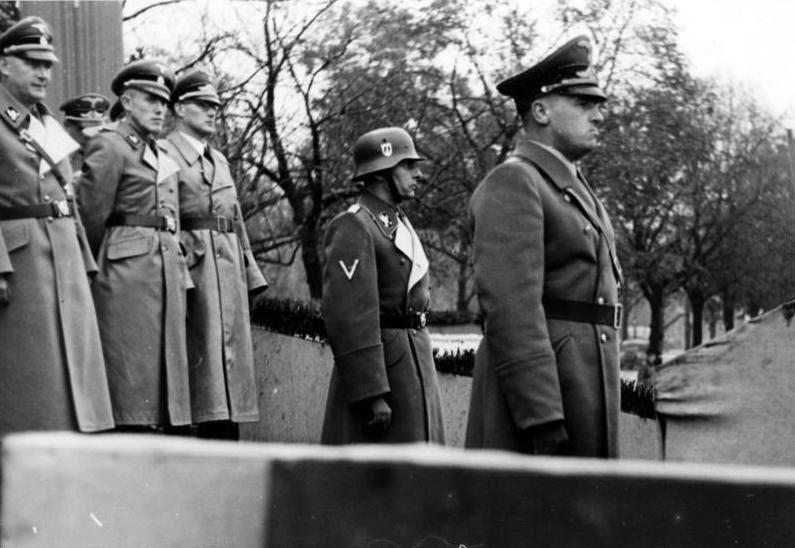
Hans Frank (na pierwszym planie) i Friedrich Wilhelm Krüger (drugi z prawej)

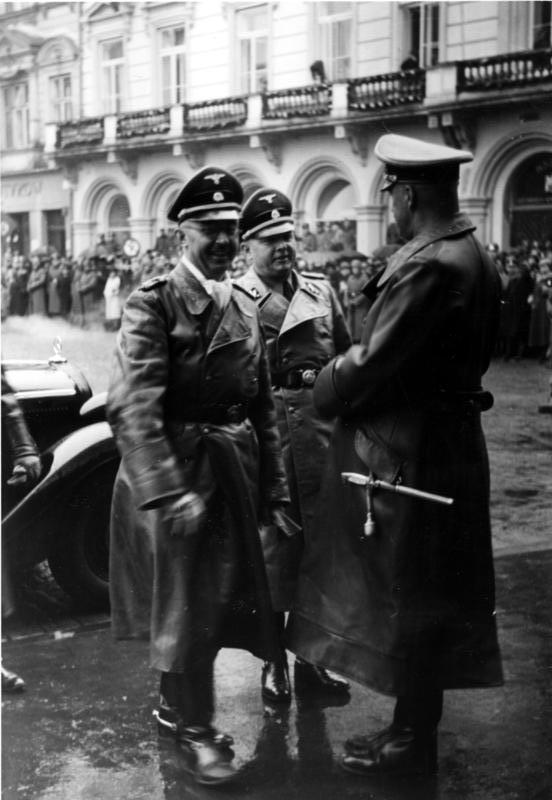
Bruno Streckenbach (w środku) i Heinrich Himmler

2 marca 1940 odbyło się w Warszawie zebranie tzw. Rady Obrony Generalnego Gubernatorstwa. W spotkaniu udział wzięli m.in.: Hans Frank – generalny gubernator okupowanych ziem polskich, SS-Obergruppenführer Friedrich Wilhelm Krüger – wyższy dowódca SS i policji w Generalnym Gubernatorstwie (HSSPF „Ost”), SS-Brigadeführer Bruno Streckenbach – dowódca SD i policji bezpieczeństwa (BdS) w Generalnym Gubernatorstwie, gubernatorzy wszystkich czterech dystryktów GG, jak również dowódcy SS i policji z Krakowa, Warszawy, Radomia i Lublina. Obecni byli także generałowie Jaenecke, Bührmann i Borckhausen, reprezentujący Naczelne Dowództwo na Wschodzie (niem. Oberkommando Ost). Podczas zebrania rozważano sytuację polityczną i bezpieczeństwo w Generalnym Gubernatorstwie w kontekście przewidywanej ofensywy na Zachodzie. Frank stwierdził wówczas, że obrona Rzeszy wymaga twardego trzymania w ryzach podbitego narodu, a zwłaszcza rodzących się organizacji podziemnych. Oświadczył jednocześnie: „żyjemy w czasie wojny, żyjemy również w stanie niesłychanie ciężkiego konfliktu z fanatycznym narodem, który poprzysiągł nam śmierć”. W dalszej części swojego wystąpienia generalny gubernator wskazał, że zasadniczym warunkiem zachowania kontroli nad okupowaną Polską będzie kontrolowanie lub eliminacja trzech sfer: inteligencji, Kościoła i tzw. aktywnej polskości. SS-Standartenführer Josef Meisinger – komendant policji bezpieczeństwa i służby bezpieczeństwa (KdS) w Warszawie – stwierdził z kolei, że naród polski po klęsce wrześniowej szybko przeszedł po wstrząsie do równowagi, a niemieckie służby bezpieczeństwa odnotowują „gwałtowny rozwój ruchu podziemnego, powstawanie licznych organizacji konspiracyjnych, buntownicze postawy, świetną organizację społeczeństwa”. Wyraził również obawę, że „pewnego pięknego dnia organizacje te faktycznie zaleją nas, jeśli w ciągu najbliższych dni nie przejdziemy do ataku na wielką skalę, który umożliwiłby nam przynajmniej zlikwidowanie przywódców, względnie pojedynczych organizacji”. Występujący w imieniu Wehrmachtu generał Jaenecke podkreślał natomiast, że w kontekście planowanej ofensywy na Zachodzie trzeba się liczyć z możliwością wybuchu polskiego powstania, w którym kluczową rolę odegrałby zorganizowany ruch oporu. Wyraził przy tym opinię, iż należy unikać zbędnego pośpiechu, tak aby bezmyślnymi aresztowaniami nie utrudnić infiltracji organizacji podziemnych. W odpowiedzi SS-Brigadeführer Streckenbach wskazał, że ograniczona akcja, wymierzona w przywódców ruchu oporu, może znacząco osłabić podziemne organizacje. Jak się później okazało, zebranie w dniu 2 marca 1940 nadało bezpośredni impuls do przeprowadzenia Akcji AB.
„Nadzwyczajna Akcja Pacyfikacyjna” nie była wyłącznie oddolną inicjatywą władz Generalnego Gubernatorstwa. Podczas posiedzenia „rządu” GG 8 marca 1940 Frank ujawnił bowiem, iż Adolf Hitler osobiście polecił mu: „niech pan dołoży starań, żeby było tam [w Generalnym Gubernatorstwie] zupełnie cicho. Wszelkie pociągnięcia zakłócające spokój na Wschodzie są mi nie na rękę”. Jednocześnie Frank przestrzegł zgromadzonych: „trzeba wziąć pod uwagę, że coraz częściej będziemy się spotykali z przejawami oporu ze strony inteligencji, kleru i byłych oficerów. Uformowały się już organizacje skierowane przeciwko naszemu panowaniu w tym kraju. Nie musimy z tego powodu wpadać w panikę, możemy z całym spokojem oczekiwać rozwoju wypadków. Najmniejsza podjęta przez Polaków próba jakiegokolwiek wystąpienia pociągnie za sobą potężną akcję likwidacyjną przeciwko nim. Nie zawahałbym się wówczas przed żadną metodą terroru i nie cofnąłbym się przed żadnymi następstwami”.
Zaraz po tym posiedzeniu SS-Brigadeführer Streckenbach polecił podległym sobie służbom izolować kilkuset członków tajnych organizacji. Jednocześnie nakazał wstrzymać zwalnianie z więzień Polaków, których zatrzymano podczas akcji represyjnych jesienią 1939. W efekcie 30 marca 1940 przez Generalne Gubernatorstwo przeszła fala masowych aresztowań. Podczas roboczej konferencji nt. stanu bezpieczeństwa w GG, która odbyła się w Krakowie 25 kwietnia 1940, Streckenbach poinformował, że policji bezpieczeństwa udało się wówczas aresztować 1000 osób z grona 2200-2400 poszukiwanych „członków ruchu oporu”. Jednocześnie zwrócił uwagę, że na skutek działań wojennych prowadzonych we wrześniu 1939 tysiące polskich przestępców kryminalnych znalazło się na wolności, z czego ok. 15 000 – 20 000 przebywa na terytorium Generalnego Gubernatorstwa, stwarzając poważne zagrożenie dla porządku i bezpieczeństwa.
Kluczową rolę w dziejach Akcji AB odegrała konferencja w sprawie „nadzwyczajnych posunięć koniecznych dla zabezpieczenia spokoju i porządku w Generalnym Gubernatorstwie”, która odbyła się w Krakowie 16 maja 1940. Udział w tym spotkaniu wzięli m.in.: Frank, Krüger, Streckenbach, dr Arthur Seyss-Inquart (szef „rządu” GG), dr Josef Bühler (sekretarz stanu w „rządzie” GG) oraz pułkownik Rudolf Friedrich Müller (dowódca policji porządkowej w GG). Frank ponownie oświadczył, że Generalne Gubernatorstwo stoi w obliczu groźby polskiego powstania, gdyż tysiące uzbrojonych Polaków zorganizowało się w tajnych związkach, które są gotowe popełniać wszelkiego rodzaju akty terroru i dywersji. Świadczyć o tym miały jego zdaniem działania oddziału majora „Hubala”, zamordowanie rodziny niemieckich kolonistów w Józefowie k. Łukowa oraz kilka innych antyniemieckich wystąpień, do których doszło w ostatnich miesiącach. W trakcie konferencji podjęto decyzję o rozpoczęciu szeregu działań, w wyniku których „polski ruch oporu pozbawiony zostanie swych przywódców, autorytet Führera i Rzeszy w Generalnej Guberni niesłychanie wzrośnie, spokój zaś w kraju będzie bezwzględnie utrzymany”. Wskazano jednocześnie, że samowolne działania będą absolutnie niedopuszczalne, a przy organizowaniu represji należy przede wszystkim pamiętać o utrzymaniu autorytetu Führera i Rzeszy. Jeszcze tego samego dnia generalny gubernator wydał zarządzenie, w którym z natychmiastową mocą zlecił Streckenbachowi „bezpośrednią realizację nadzwyczajnego programu pacyfikacyjnego” – wyposażając go jednocześnie w specjalne pełnomocnictwa. Termin zakończenia akcji przewidziano wstępnie na 15 czerwca 1940. Wkrótce później doprecyzowano jeszcze, że sprawy związane z „Nadzwyczajną Akcją Pacyfikacyjną” będą rozpatrywane w uproszczonym trybie przez policyjne sądy doraźne.
30 maja, a więc już po rozpoczęciu Akcji AB, odbyła się w Krakowie kolejna konferencja, w trakcie której doprecyzowano założenia operacji pacyfikacyjnej oraz dokonano pierwszych podsumowań. Frank oświadczył zgromadzonym przedstawicielom aparatu okupacyjnego, że „gdy na Zachodzie leje się krew niemiecka, narodowi socjaliści mają obowiązek baczyć, aby naród polski nie podniósł się kosztem tych ofiar niemieckich. Nadeszła zatem chwila odpowiednia do przeprowadzenia nadzwyczajnego programu pacyfikacyjnego”. Wskazał następnie, że celem Außerordentliche Befriedungsaktion będzie „przyspieszona likwidacja znajdującej się w naszym ręku większości buntowniczych polityków, głoszących opór i innych osobników politycznie podejrzanych, jak również równoczesne położenie kresu tradycyjnej polskiej przestępczości”. Generalny gubernator przyznał otwarcie, że w wyniku tej akcji „będzie się musiało rozstać z życiem kilka tysięcy Polaków, głównie z warstwy ideowych przywódców polskich”. Stwierdził również, że: „dla nas wszystkich narodowych socjalistów nakazem chwili jest podjęcie zobowiązania, że dołożymy wszelkich starań, by w narodzie polskim nie wykrystalizował się już żaden opór. Nie ulega wątpliwości, że jesteśmy w stanie wykonać to zadanie, że jest naszym to nawet obowiązkiem ze względu na konieczność osłaniania Rzeszy od Wschodu”. Następnie głos zabrał Streckenbach, który poinformował zebranych, że w momencie rozpoczęcia Akcji AB w niemieckich rękach znajdowało się 2000 mężczyzn i kilkaset kobiet stanowiących „kwiat polskiej inteligencji i ruchu oporu”, podczas gdy kolejne 2000 osób jest cały czas poszukiwanych przez policję bezpieczeństwa. Streckenbach liczył, że Sicherheitspolizei zdoła zatrzymać 75% poszukiwanych. Wyraźnie zaznaczył przy tym, że Akcja AB stanowić będzie kolejną fazę Intelligenzaktion, gdyż samo istnienie „polskiej warstwy przywódczej” stanowi zagrożenie dla III Rzeszy. W trakcie konferencji postanowiono, że aresztowani Polacy nie będą deportowani do obozów koncentracyjnych, lecz „likwidowani na miejscu w najprostszy sposób”. Polecono także, aby więźniów politycznych z Generalnego Gubernatorstwa, którzy przebywali w obozach koncentracyjnych na terenie Rzeszy, sprowadzić do GG celem objęcia Akcją AB lub zamordować na miejscu, gdyż jak to uzasadniał Frank: „nie możemy obciążać naszymi sprawami obozów koncentracyjnych Rzeszy”. Generalny gubernator zauważył przy tym: „było za dużo zawracania głowy z krakowskimi profesorami. Gdybyśmy sprawę tę załatwili na miejscu, miałaby ona całkiem inny przebieg”.
Außerordentliche Befriedungsaktion miała w założeniu stanowić zaledwie pierwszy etap całej serii operacji specjalnych, których celem było spacyfikowanie polskiego społeczeństwa i zabezpieczenie „porządku okupacyjnego”. Władze okupacyjne bynajmniej nie zakładały, że zdołają w jej wyniku rozbić polski ruch oporu. Niemcy liczyli raczej, że dzięki nagłej i zmasowanej akcji represyjnej zdołają zadać podziemiu silny cios uniemożliwiający przeprowadzenie operacji dywersyjnych w momencie wybuchu walk na froncie zachodnim, a także zlikwidować przywódców organizacji niepodległościowych. „Nadzwyczajna Akcja Pacyfikacyjna” miała także zastraszyć polskie społeczeństwo oraz pozbawić ruch oporu bazy społecznej, którą zdaniem Niemców była w pierwszym rzędzie polska inteligencja. Ponadto Akcją AB objęto również „elementy aspołeczne”, tj. blisko 3000 kryminalistów. Powiązanie likwidacji elementów przestępczych z uderzeniem w „warstwę przywódczą” miało w założeniu organizatorów akcji zdyskredytować polską inteligencję, jako „wichrzycieli ustanowionego porządku” oraz poprawić stan bezpieczeństwa w Generalnym Gubernatorstwie. Zwraca uwagę fakt, iż podczas narady 30 maja 1940 gubernator dystryktu lubelskiego Ernst Zörner postulował, aby ze względów ekonomicznych Akcją AB nie obejmować robotników i chłopów. Zdaniem profesora Zygmunta Mańkowskiego mogło to sugerować, że pierwotnie rozważano nadanie Außerordentliche Befriedungsaktion znacznie szerszego zasięgu.

## Przebieg „Nadzwyczajnej Akcji Pacyfikacyjnej”

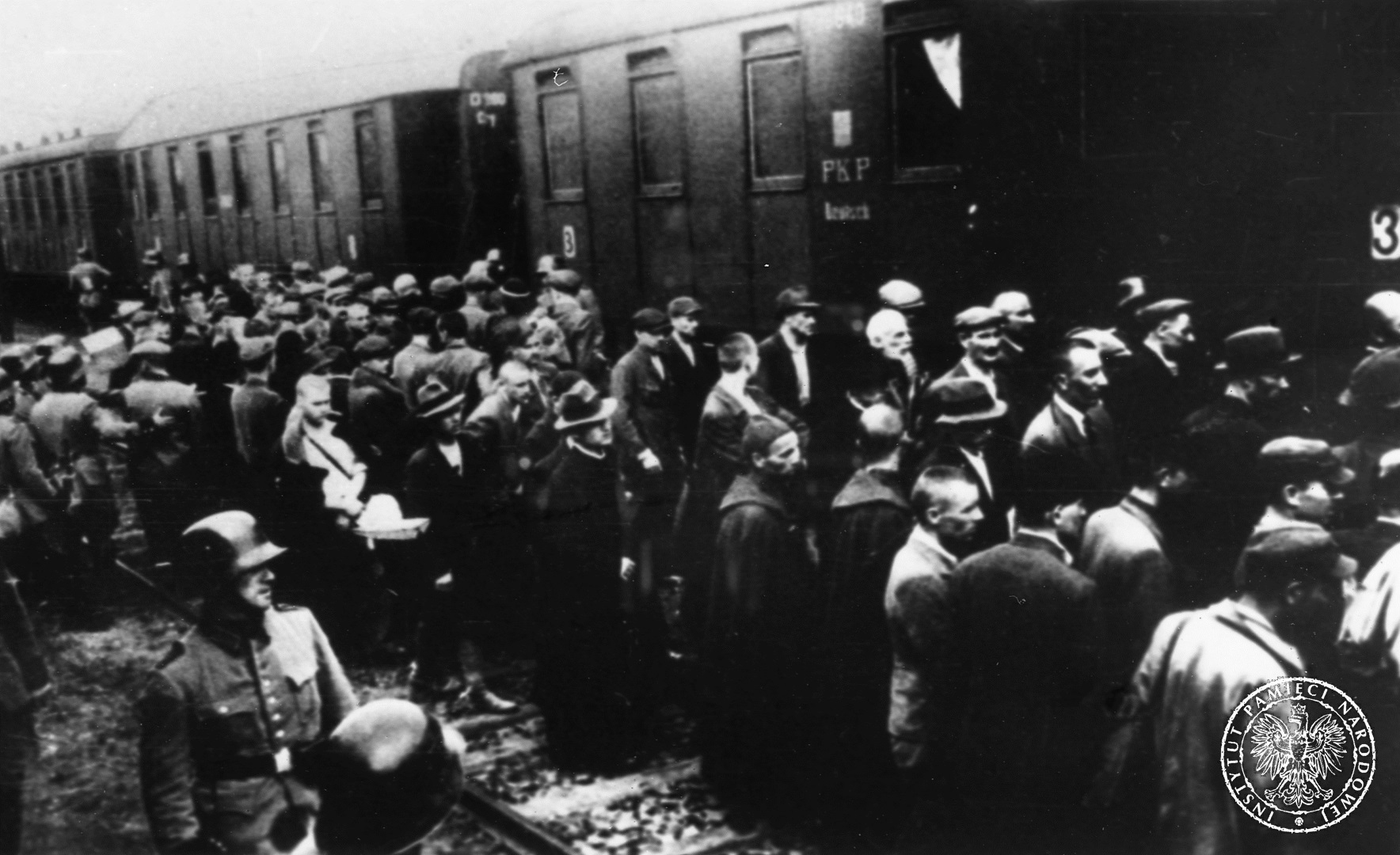
Formowanie pierwszego transportu do Auschwitz, dworzec kolejowy w Tarnowie

„Nadzwyczajna Akcja Pacyfikacyjna” została zainicjowana falą masowych aresztowań, które policja bezpieczeństwa przeprowadziła we wszystkich dystryktach Generalnego Gubernatorstwa już pod koniec marca 1940 roku. Obławy i zatrzymania były kontynuowane w następnych miesiącach – w szczególności w maju i czerwcu 1940. Jednym z elementów Akcji AB stały się masowe deportacje polskich więźniów politycznych do obozów koncentracyjnych w Rzeszy, czego nie przewidywano w jej pierwotnych założeniach. Najprawdopodobniej impulsem do przeprowadzenia wywózek stała się wizyta Reichsführera-SS Heinricha Himmlera w Warszawie (29 kwietnia 1940), w trakcie której polecił on skierować do kacetów „kontyngent 20 000 Polaków”. Do obozów koncentracyjnych przybyło wówczas wiele transportów z Generalnego Gubernatorstwa, liczących często ponad tysiąc osób. Najsłynniejszy z owych transportów odszedł 13 czerwca 1940 z więzienia w Tarnowie. 728 wywiezionych wówczas Polaków stało się pierwszymi więźniami nowo utworzonego obozu koncentracyjnego KL Auschwitz.
Zgodnie z ustaleniami z krakowskiej konferencji w dniu 30 maja 1940 w obozach koncentracyjnych na terenie Rzeszy rozpoczęto masowe rozstrzeliwania polskich więźniów politycznych z Generalnego Gubernatorstwa. Ze wspomnień Stanisława Grzesiuka wynika, że jesienią 1940 roku tego typu egzekucje miały miejsce m.in. na terenie KL Mauthausen, a ich ofiarą padali więźniowie polityczni z Warszawy. Wśród więźniów krążyły plotki, że ofiary były wybierane przez oddelegowanych do obozu oficerów warszawskiego Gestapo.
Deportacje do obozów koncentracyjnych objęły jednak tylko część osób aresztowanych w ramach „Nadzwyczajnej Akcji Pacyfikacyjnej”. W ślad za wytycznymi Franka tysiące polskich działaczy społecznych i politycznych, nauczycieli, duchownych i twórców zostało poddanych bezpośredniej eksterminacji. Zazwyczaj po krótszych lub dłuższych przesłuchaniach byli oni potajemnie rozstrzeliwani w specjalnie wybranych w tym celu ustronnych i lesistych okolicach. Masowe egzekucje w ramach Akcji AB miały miejsce we wszystkich dystryktach Generalnego Gubernatorstwa. Chcąc nadać zbrodniom pozory praworządności Niemcy uruchomili w dystryktach policyjne sądy doraźne (niem. Standgericht) pod przewodnictwem miejscowych komendantów SD i policji bezpieczeństwa, postępowania prowadzone przed nimi stanowiły jednak karykaturę przewodu sądowego. Odpowiedzialni za akcję zadbali także o emocjonalną równowagę katów. Kierownik głównego wydziału administracji wewnętrznej w „rządzie” GG wydał rozporządzenie obligujące organa policyjne do: „uwzględniania psychicznej sytuacji osób, którym powierzono dokonywanie egzekucji”. Z kolei 14 sierpnia 1940 SS-Obergruppenführer Krüger wydał „polecenie ws. przeprowadzenia egzekucji”, w którym m.in. zalecał, aby po zakończeniu rozstrzeliwań „zapewniać oddziałom rozrywkę o duchowo wartościowej treści”.

### Dystrykt warszawski

Palmiry – kobiety prowadzone na egzekucję

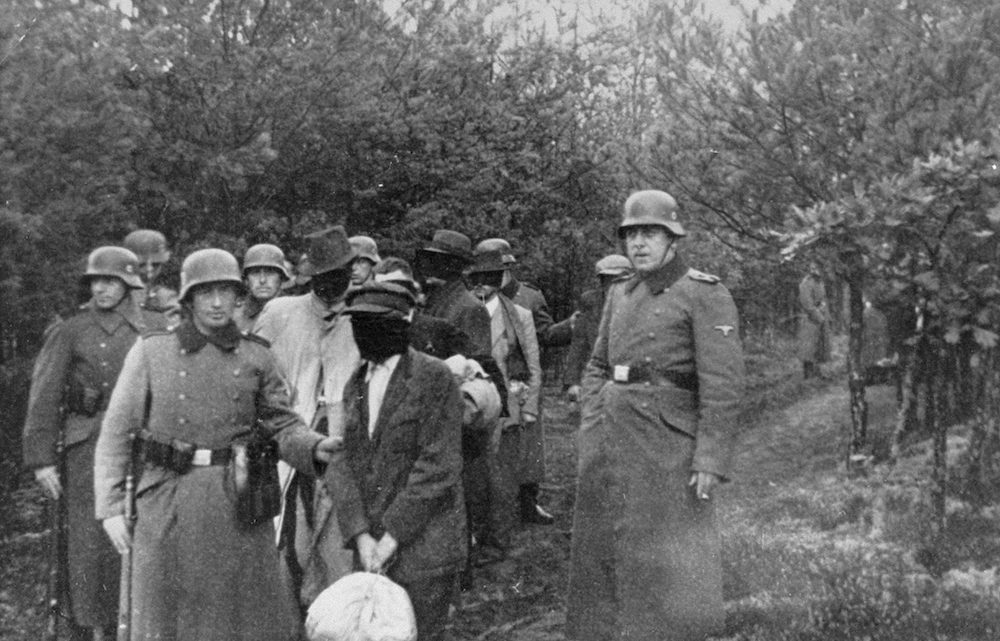
Palmiry – więźniowie z zawiązanymi oczyma sfotografowani przed egzekucją

Warszawa stanowiła centrum polskiego życia politycznego, społecznego i kulturalnego stąd duża liczba ofiar Akcji AB pochodziła właśnie z tego miasta. Już pod koniec marca 1940 roku Warszawę i okoliczne miejscowości dotknęła fala masowych aresztowań, których ofiarą padli przede wszystkim działacze polityczni i społeczni, urzędnicy, nauczyciele, duchowni, lekarze oraz prawnicy. Wśród zatrzymanych znaleźli się m.in. Maciej Rataj (wybitny działacz ruchu ludowego, Marszałek Sejmu w latach 1922–1928), Jan Pohoski (przedwojenny wiceprezydent Warszawy) oraz ksiądz Jan Golędzinowski (proboszcz parafii pw. Chrystusa Króla na warszawskim Targówku). Aresztowania były kontynuowane w następnych tygodniach. 20 kwietnia w lokalu warszawskiej Izby Adwokackiej zatrzymano 42 adwokatów. Z kolei 10 maja aresztowano kilkunastu kierowników warszawskich szkół powszechnych, którzy wbrew zarządzeniom władz niemieckich zwolnili dzieci ze szkół z okazji polskiego święta narodowego w dniu 3 maja. Aresztowania i obławy organizował w pierwszym rzędzie warszawski komendant SD i policji bezpieczeństwa (KdS), SS-Standartenführer Josef Meisinger. Już w czasie konferencji w dniu 2 marca 1940 zwracał on uwagę, że w Warszawie znaczną rolę w środowiskach konspiracyjnych odgrywa inteligencja i nauczycielstwo, a w szczególności studenci, byli kadeci i podoficerowie. Zagrożenia nie stwarzali natomiast jego zdaniem profesorowie uniwersyteccy.
Przedstawiciele „polskiej warstwy przywódczej”, zatrzymani na terenie dystryktu warszawskiego podczas Akcji AB, byli mordowani przede wszystkim w pobliżu wsi Palmiry na obrzeżach Puszczy Kampinoskiej. Na tamtejszej „polanie śmierci” już od grudnia 1939 Niemcy rozstrzeliwali Polaków i Żydów przywożonych z warszawskich więzień. Wraz z rozpoczęciem „Nadzwyczajnej Akcji Pacyfikacyjnej” zwiększyła się częstotliwość przeprowadzanych w Palmirach egzekucji, a także liczba ich ofiar. Pierwsza masakra przeprowadzona w ramach Außerordentliche Befriedungsaktion miała tam miejsce 14 czerwca 1940. Prawdopodobnie rozstrzelano wówczas około 20 osób. Największa i najgłośniejsza ze wszystkich egzekucji przeprowadzonych w Palmirach miała jednak miejsce w dniach 20–21 czerwca 1940. Trzema transportami wywieziono wówczas na śmierć 358 więźniów warszawskiego Pawiaka – w tym wielu przedstawicieli polskiej elity politycznej, intelektualnej i kulturalnej. Śmierć ponieśli m.in. Maciej Rataj, Mieczysław Niedziałkowski (działacz socjalistyczny), Jan Pohoski, Halina Jaroszewiczowa (posłanka na Sejm RP i senator), Ludomir Skórewicz (starosta grodzki warszawski), Jan Wajzer (doktor praw, sekretarz generalny Związku Polaków w Wolnym Mieście Gdańsku), Adam Guzikowski (dyrektor Izby Skarbowej w Warszawie), Jan Bełcikowski (założyciel „Biblioteki Złotej Cywilizacji”), Henryk Brun (przemysłowiec, poseł na Sejm RP, prezes Stowarzyszenia Kupców Polskich oraz Naczelnej Rady Zrzeszeń Kupiectwa Polskiego) i Stefan Kwiatkowski (wiceprezes Towarzystwa Nauczycieli Szkół Średnich i Wyższych). Zamordowani zostali także liczni prawnicy (m.in. adwokaci: Władysław Dziewałtowski-Gintowt i Tadeusz Fabiani), urzędnicy, artyści oraz sportowcy (m.in. biegacz Janusz Kusociński). W gronie ofiar znalazły się 82 kobiety.
Mimo iż Außerordentliche Befriedungsaktion została oficjalnie zakończona w lipcu 1940, akcja eksterminacyjna w Palmirach była nadal kontynuowana. 30 sierpnia rozstrzelano tam 87 osób, w tym pięć kobiet. Kolejna wielka egzekucja miała miejsce 17 września 1940. Funkcjonariusze Sicherheitspolizei zamordowali wówczas w Palmirach około 200 więźniów Pawiaka (w tym 20 kobiet). Śmierć ponieśli m.in. adwokaci Tadeusz Panek i Zbigniew Wróblewski, ksiądz Zygmunt Sajna (proboszcz parafii w Górze Kalwarii), Jadwiga Bogdziewicz i Jan Borski (dziennikarze), Eugeniusz Bańkowski i Henryk Rudowski (pracownicy ZUS) oraz Sebastian Chorzewski i Antoni Motz (lekarze). Najmłodsza ofiara egzekucji miała 16 lat, a najstarsza – ponad 70. Najprawdopodobniej również w listopadzie i grudniu 1940 miały miejsce egzekucje w Palmirach. W gronie zamordowanych wówczas Polaków znaleźli się m.in.: Jan Laszkiewicz (działacz harcerstwa), Czesław Sadkowski i Roman Żochowski (działacze Obozu Narodowo-Radykalnego) oraz major rezerwy Maksymilian Lewin. Ofiary „Nadzwyczajnej Akcji Pacyfikacyjnej” rozstrzeliwano także pod Sitnem i Żelechowem.
Ponadto w czasie trwania Außerordentliche Befriedungsaktion odeszły z Warszawy liczne transporty do obozów koncentracyjnych. Już 2 maja 1940 z więzienia na Pawiaku deportowano do KL Sachsenhausen około 1500 więźniów (w tym wielu adwokatów, działaczy politycznych, duchownych i naukowców). Z kolei 14 sierpnia odszedł z Warszawy wielki transport do KL Auschwitz, w którym znalazło się 513 więźniów Pawiaka (nauczycieli, adwokatów, działaczy społecznych) oraz 1153 warszawiaków złapanych dwa dni wcześniej podczas serii ulicznych łapanek. Kolejne transporty z Warszawy dotarły do Auschwitz 22 września (1705 osób) i 23 listopada 1940 (300 osób).

### Dystrykt krakowski

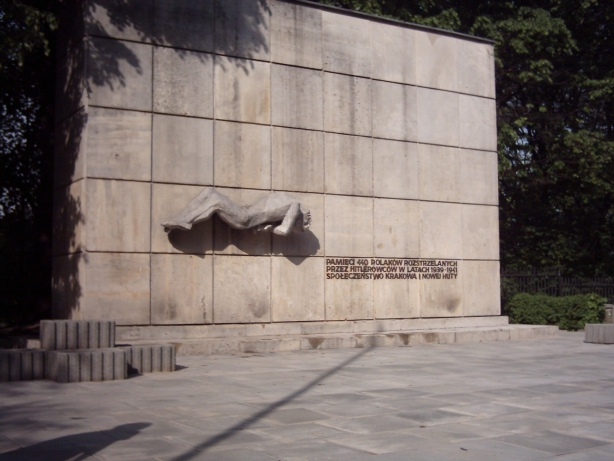
Pomnik ofiar egzekucji w forcie krzesławickim

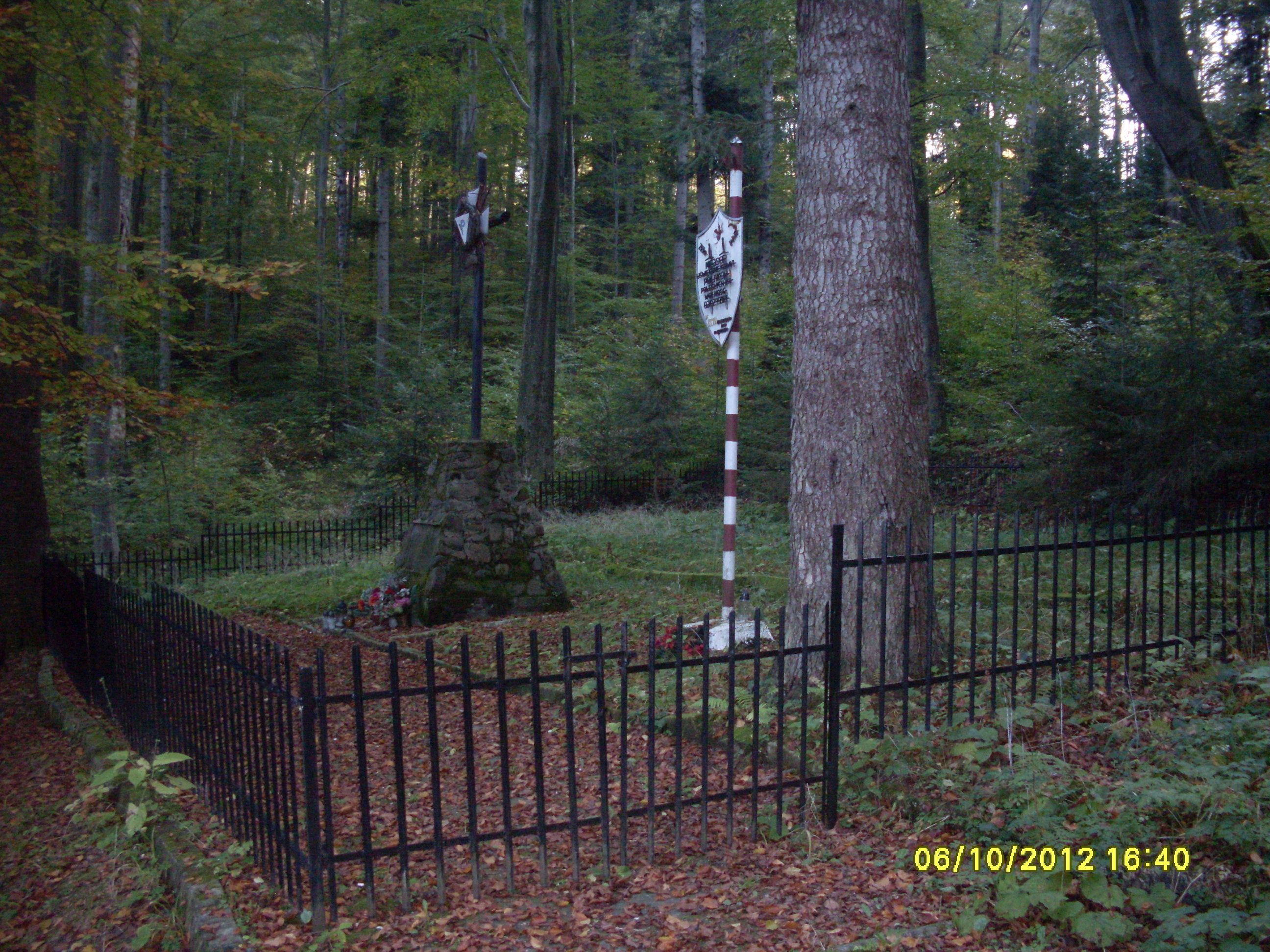
Pomnik na miejscu straceń na wzgórzu Gruszka

Obławy i zatrzymania w większości miast dystryktu krakowskiego rozpoczęły się wkrótce po konferencji w dniu 30 maja 1940 i były kontynuowane aż do września. Po krótkim pobycie w miejscowych więzieniach i aresztach (zwykle przepełnionych po wcześniejszych aresztowaniach) zatrzymanych Polaków przewożono do większych więzień pełniących funkcję punktów etapowych (m.in. Tarnów, Sanok), po czym deportowano ich stamtąd do obozów koncentracyjnych bądź wywożono na egzekucje.
W Krakowie masowe aresztowania rozpoczęły się już 30 marca. Policja bezpieczeństwa zatrzymała wówczas blisko 1000 osób. Z kolei 3 maja Niemcy aresztowali setki krakowian opuszczających kościoły po zakończeniu niedzielnych nabożeństw. Doszło także do szeregu indywidualnych zatrzymań. Zazwyczaj aresztantów osadzano w więzieniu przy ul. Montelupich. W tych dniach na parterze gmachu obradował policyjny sąd doraźny, któremu przewodniczył komendant SD i policji bezpieczeństwa w Krakowie (KdS) – SS-Sturmbannführer Ludwig Hahn. Tylko w maju 1940 krakowski Standgericht skazał za „zdradę stanu” 290 Polaków (bez rozprawy). „Osądzonych” w ten sposób więźniów politycznych rozstrzeliwano licznie w podkrakowskich lasach. 11 więźniów z zakładu przy ul. Montelupich rozstrzelano w czerwcu 1940 w lesie Glinnik pod Przegorzałami. Z kolei w nocy z 5 na 6 czerwca rozstrzelano w Nowym Wiśniczu 10 Polaków. Głównym miejscem straceń stał się jednak Fort 49 „Krzesławice”, gdzie już od października 1939 Niemcy rozstrzeliwali więźniów politycznych z Krakowa. Do masowych egzekucji w forcie krzesławickim doszło w dniach: 29 czerwca oraz 2 i 4 lipca 1940. Miały tam także miejsce liczne przypadki rozstrzeliwania pojedynczych skazańców. Łącznie na terenie fortu krzesławickiego zamordowano ponad 150 Polaków aresztowanych w czasie Akcji AB. W gronie ofiar znaleźli się liczni nauczyciele, prawnicy oraz wojskowi. W forcie krzesławickim zamordowani zostali m.in. major Walery Krokay z synem Jerzym, podpułkownik Piotr Sosialuk (dowódca katowickiego 73. pułku piechoty), Marian Lubaczowski i Józef Wawrzeczko (nauczyciele Gimnazjum nr V w Krakowie), Józef Janta (sekretarz Centralnego Okręgu Związku Górników w Katowicach), Henryk Schabenbeck (burmistrz Zakopanego) oraz Bolesław Karwaciński (aplikant sądowy).
Egzekucje polskich więźniów politycznych przetrzymywanych w więzieniu na zamku w Rzeszowie odbywały się w lesie koło wsi Lubzina pod Ropczycami. 27 czerwca 1940 rozstrzelano tam dużą grupę więźniów przywiezionych z zamku rzeszowskiego (źródła podają liczbę 83 lub 104 ofiar). W gronie zamordowanych znalazło się m.in. 42 członków podziemnych organizacji młodzieżowych. Z kolei 28 czerwca w lesie pod wsią Trzetrzewina Niemcy rozstrzelali 93 osoby przywiezione z więzienia w Nowym Sączu. Większe egzekucje miały też miejsce pod Baligrodem, Bukowiną Tatrzańską, Krzemienną, Porębą Radlną, Rdziostowem, Rychwałem, Wałem Rudą, Wolą Gręboszowską, Wolą Komborską, Zabłociem i Zakopanem. Charakterystyczną cechą Akcji AB w dystrykcie krakowskim były zwłaszcza liczne egzekucje osób schwytanych podczas próby nielegalnego przekroczenia granicy ze Słowacją lub Węgrami. W kwietniu 1940 w samym tylko więzieniu w Sanoku przebywało 619 zatrzymanych ten sposób osób. Po rozpoczęciu Außerordentliche Befriedungsaktion Niemcy przystąpili do „opróżniania” sanockiego więzienia. 5 lipca 1940 na wzgórzu Gruszka pod Tarnawą Dolną rozstrzelano 112 więźniów. W ich aktach jako przyczynę śmierci wpisano „samobójstwo”. Z kolei 6 lipca w lesie pod wsią Sieklówka koło Jasła zamordowano 93 Polaków. Większość ofiar egzekucji stanowili oficerowie i żołnierze Wojska Polskiego, którzy po przekroczeniu granicy planowali dołączyć do polskich oddziałów we Francji.
W tym okresie w dystrykcie krakowskim miały również miejsce liczne wywózki do obozów koncentracyjnych. Z więzienia w Tarnowie oprócz wspomnianego transportu do Auschwitz wywieziono ok. 500 więźniów do KL Sachsenhausen (początek sierpnia 1940). 20 czerwca do Auschwitz przybył transport z więzienia w Nowym Wiśniczu (313 osób). Z kolei z krakowskiego zakładu karnego przy ul. Montelupich wywieziono do Auschwitz 65 więźniów (18 lipca 1940), jak również deportowano 126 więźniarek do KL Ravensbruck.

### Dystrykt lubelski
Akcję AB w dystrykcie lubelskim zainicjowały masowe aresztowania miejscowych działaczy społecznych i politycznych, nauczycieli, duchownych, prawników i urzędników, które w czerwcu 1940 przeprowadzono niemal we wszystkich miejscowościach dystryktu. 24 czerwca Niemcy przeprowadzili wielką obławę w Lublinie, w trakcie której zatrzymano 814 Polaków w wieku od 18 do 60 lat. Zostali oni osadzeni w więzieniu na zamku lubelskim. Tego samego dnia w Białej Podlaskiej 40 polskich nauczycieli wezwano pod pretekstem narady do siedziby miejscowego starostwa, gdzie zostali oni aresztowani. W Zamościu między 20 a 22 czerwca aresztowano ponad 200 przedstawicieli tamtejszej inteligencji, których osadzono w więzieniu śledczym policji bezpieczeństwa w rotundzie zamojskiej. Z kolei 26 czerwca zatrzymano w Lubartowie blisko 500 Polaków. Masowe aresztowania miały także miejsce w Chełmie (10–11 czerwca oraz 3–4 lipca), Puławach, Janowie Lubelskim, Radzyniu Podlaskim oraz mniejszych miejscowościach dystryktu.
Po krótkim pobycie w lokalnych więzieniach i aresztach zatrzymanych przewożono zazwyczaj do więzienia na zamku lubelskim. W czerwcu i lipcu 1940 wywieziono stamtąd do KL Sachsenhausen blisko 1000 więźniów. W październiku kolejnych 65 aresztantów deportowano do KL Auschwitz. Ponadto część więźniów została skazana na śmierć przez policyjny sąd doraźny. Głównym miejscem egzekucji stały się tzw. Doły koło wsi Rury Jezuickie (3,5 km na południe od Lublina). Między 29 czerwca a 15 sierpnia 1940 w pięciu egzekucjach zamordowano tam od 450 do 500 osób. Podczas ekshumacji przeprowadzonej w październiku 1945 udało się zidentyfikować zaledwie 100 zamordowanych. W Rurach Jezuickich zginęli m.in.: Stefan Lelek-Sowa (sędzia sądu apelacyjnego w Lublinie, współorganizator lubelskiego okręgu SZP i ZWZ) wraz z córką Haliną, Józef Dederko (sędzia sądu okręgowego w Lublinie), Tadeusz Eysmont (lekarz, współzałożyciel komendy okręgu lubelskiego „Związku Orła Białego”), Bolesław Wnuk (poseł na Sejm RP), Zbigniew Klaudel (adwokat i dziennikarz z Zamościa), Błażej Dzikowski (poseł na Sejm RP), ks. Władysław Bocian (proboszcz z Suchowoli), Kazimierz Sierakowski (komendant policji w Janowie Lubelskim), Bolesław Rachoń (sekretarz gminy Dzierzkowice), Bolesław Salamacha (nauczyciel z Dzierzkowic).
Miejscem masowych egzekucji stała się również Kumowa Dolina koło Chełma. W dniach 3 i 4 lipca 1940 funkcjonariusze niemieckiej policji bezpieczeństwa rozstrzelali tam co najmniej 115 osób aresztowanych w powiatach chełmskim i zamojskim. W gronie ofiar znaleźli się m.in.: Tadeusz Tomaszewski (prezydent Chełma), Michał Nowacki (wiceburmistrz Zamościa), Józef i Kazimierz Janisławscy (ziemianie), Jan Sztaba (dyrektor cukrowni w Rejowcu), Jerzy Stępniewski (nauczyciel gimnazjalny), Stefania Szwed (działaczka harcerska) oraz kilku oficerów Wojska Polskiego.
Polaków aresztowanych w ramach Akcji AB rozstrzeliwano także w wąwozach obok strzelnicy na Czechowie Górnym pod Lublinem oraz w okolicach miejscowości Niemce i Konopnica.

### Dystrykt radomski

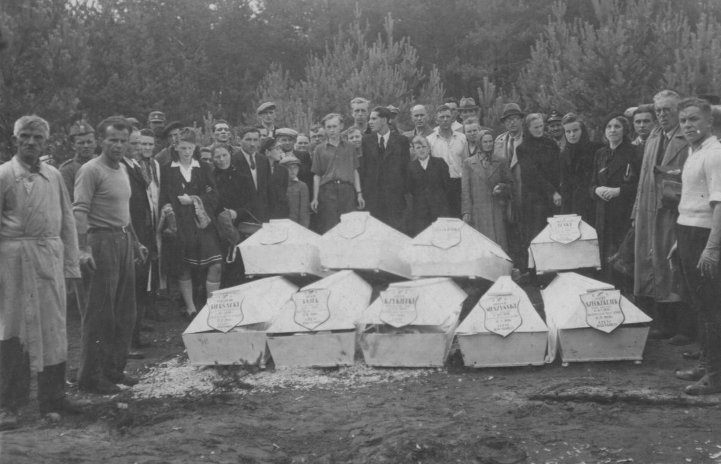
Ekshumacja na miejscu straceń pod Apolonką, czerwiec 1946

W dystrykcie radomskim masowe aresztowania nastąpiły już pod koniec marca 1940. Zatrzymano wówczas 42 przedstawicieli „polskiej warstwy przywódczej” z Częstochowy oraz ponad 100 osób z Radomska i Piotrkowa Trybunalskiego. Kolejna fala aresztowań nastąpiła w czerwcu 1940 roku i dotknęła większość miast dystryktu. W Częstochowie niemieckie obławy miały miejsce w dniach 3–4 czerwca oraz 12 czerwca. Gestapo zatrzymało wówczas 63 osoby. Z kolei w Radomsku i okolicznych miejscowościach Niemcy aresztowali w pierwszej połowie czerwca 53 osoby, w tym kierowników i nauczycieli miejscowych szkół. 12 czerwca aresztowano w Piotrkowie Trybunalskim około 120 osób. W trakcie dwudniowej akcji w Tomaszowie Mazowieckim (12–13 czerwca) niemiecka policja wsparta przez miejscowych volksdeutschów zatrzymała 280 Polaków. Ponad 100 osób (nauczycieli, wojskowych, sędziów, uczniów, członków Związku Powstańców Śląskich i lekarzy) aresztowano w Sulejowie, a kolejne 20 – w Rawie Mazowieckiej. Masowe obławy policja bezpieczeństwa przeprowadziła także w Skarżysku-Kamiennej i okolicznych miejscowościach (Pionkach, Kozienicach, Iłży, Opatowie i Ostrowcu Świętokrzyskim), gdzie zatrzymano sto kilkadziesiąt osób. Kolejna fala aresztowań miała miejsce w połowie sierpnia 1940 i objęła przede wszystkim miasta zachodniej części dystryktu. W Piotrkowie Trybunalskim aresztowano wówczas 130 osób (8–10 sierpnia), a w Radomsku i Częstochowie – ponad 150.
Większość Polaków zatrzymanych w dystrykcie radomskim podczas Akcji AB deportowano do obozów koncentracyjnych. Blisko 1000 osób aresztowanych wiosną 1940 w Skarżysku-Kamiennej, Piotrkowie Trybunalskim, Tomaszowie Mazowieckim i Częstochowie zostało wywiezionych do KL Sachsenhausen. 16 czerwca z więzienia w Piotrkowie Trybunalskim zesłano do Auschwitz, Groß-Rosen i Dachau 121 więźniów. Kolejne deportacje z piotrkowskiego więzienia miały miejsce 29 czerwca (40 osób) i 2 lipca (38 osób). Ponadto w dniach 10 i 15 lipca oraz 20 sierpnia i 9 listopada skierowano do KL Auschwitz transporty z zakładu karnego Radomiu. Polaków zatrzymanych podczas obław w sierpniu 1940 kierowano natomiast do KL Buchenwald lub KL Ravensbrück (kobiety).
Wielu więźniów zostało zamordowanych na miejscu, zazwyczaj na podstawie wyroków policyjnego sądu doraźnego, któremu przewodniczył radomski KdS – SS-Hauptsturmführer Fritz Liphardt. Polaków przetrzymywanych w częstochowskim więzieniu na Zawodziu rozstrzeliwano w parowie koło miejscowości Olsztyn oraz świerkowym lesie pod wsią Apolonka. Między 28 czerwca a 13 sierpnia 1940 roku Niemcy przeprowadzili trzy zbiorowe egzekucje w pobliżu Olsztyna oraz trzy kolejne pod Apolonką. Z rąk funkcjonariuszy niemieckiego 7. batalionu policji zginęło wówczas 87 osób. Pięć osób zostało także straconych na podwórzu częstochowskiego więzienia. W ten sposób liczba mieszkańców Ziemi Częstochowskiej i Radomszczańskiej, których rozstrzelano w ramach Akcji AB, sięgnęła 92 osób.
Więźniów z Piotrkowa Trybunalskiego rozstrzeliwano na terenie dawnej prochowni w Lesie Wolborskim na północ od Piotrkowa. 29 czerwca 1940 Niemcy zamordowali tam 42 Polaków – oficerów rezerwy, uczniów i studentów, nauczycieli oraz farmaceutów. Z kolei Polaków aresztowanych w Skarżysku-Kamiennej rozstrzeliwano w pobliskim lesie Brzask. Podczas całodziennej egzekucji w dniu 29 czerwca 1940 rozstrzelano tam ok. 760 osób przywiezionych z aresztów w Skarżysku-Kamiennej i innych miejscowościach dystryktu. Ofiary pochodziły ze Skarżyska-Kamiennej, Kielc, Sandomierza, Starachowic, Buska-Zdroju, Iłży, Opatowa i Ostrowca Świętokrzyskiego. W lesie Brzask zamordowano także 19 mieszkańców wsi Królewiec, zatrzymanych podczas obławy na oddział majora „Hubala”.
Egzekucje miały również miejsce w innych rejonach dystryktu. 12 czerwca 1940 na stadionie leśnym w Kielcach rozstrzelano 63 Polaków przywiezionych z kieleckiego więzienia. Egzekucje osób osadzonych w kieleckim więzieniu prawdopodobnie miały także miejsce 14 czerwca i 16 lipca 1940. Z kolei w lasku koło wsi Góry Wysokie rozstrzelano 117 więźniów przywiezionych z Sandomierza (17 czerwca). Polaków osadzonych w radomskim więzieniu rozstrzeliwano natomiast na Firleju. W czasie trwania Akcji AB Niemcy przeprowadzili tam co najmniej siedem zbiorowych egzekucji, w których zamordowali co najmniej 258 osób (ich nazwiska widnieją w zachowanych aktach radomskiego więzienia). Ustalone daty egzekucji na Firleju to: 16 maja (co najmniej 29 ofiar), 24 maja (co najmniej 100 ofiar), 14 czerwca (co najmniej 23 ofiary), 4 lipca (co najmniej 23 ofiary), 6 lipca (co najmniej 43 ofiary) i 10 lipca (co najmniej 40 ofiar).

## Zakończenie Akcji AB
Niemcy wstępnie planowali zakończyć „Nadzwyczajną Akcję Pacyfikacyjną” do 15 czerwca 1940 i ten dzień jest czasami uznawany za jej graniczną datę. Dopiero 10 lipca SS-Brigadeführer Streckenbach zameldował jednak o zakończeniu Akcji AB. Generalny gubernator Frank obwieścił z kolei jej zakończenie w trakcie narady w dniu 23 lipca.
W rzeczywistości aresztowania, wywózki i egzekucje zapoczątkowane podczas Außerordentliche Befriedungsaktion były kontynuowane w lipcu i sierpniu, a także jesienią 1940 roku. Między sierpniem 1940 a lutym 1941 z samej tylko Warszawy deportowano do obozów koncentracyjnych około 4770 osób. Krzysztof Dunin-Wąsowicz za symboliczny koniec Akcji AB był więc skłonny uważać 17 stycznia 1941, tj. datę odwołania Streckenbacha z Generalnego Gubernatorstwa.

## Ofiary

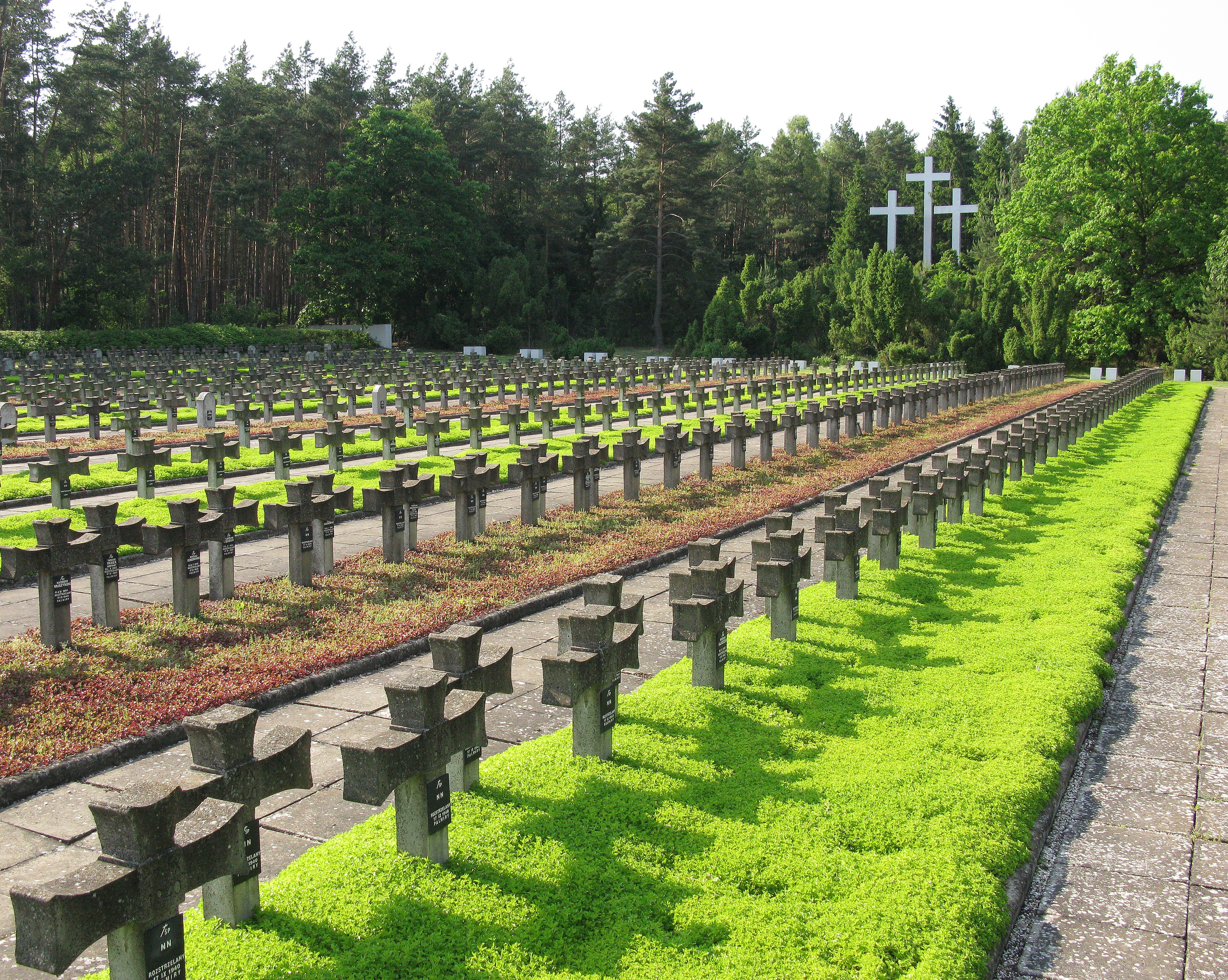
Cmentarz w Palmirach

Akcja AB była jedną z najkrwawszych akcji terrorystycznych przeprowadzonych przez Niemców w okupowanej Polsce. Oficjalnie uzasadniano ją koniecznością zahamowania rozwoju polskiego ruchu oporu. Rzeczywistym celem Außerordentliche Befriedungsaktion była jednak likwidacja osób zaliczanych do „polskiej warstwy przywódczej”, a w dalszej perspektywie – osłabienie „narodowej materii Polaków”. Stanowiła także bezpośrednią kontynuację akcji „Inteligencja”, prowadzonej na okupowanych ziemiach polskich od września 1939. Z tego względu należy przyjąć, że „Nadzwyczajna Akcja Pacyfikacyjna” miała charakter ludobójstwa.
Nie powstała dotąd żadna całościowa monografia naukowa poświęcona Akcji AB, a polscy historycy nadal nie zdołali wyjaśnić szeregu podstawowych faktów dotyczących jej przebiegu. Dotyczy to w szczególności dokładnej liczby ofiar. Czesław Madajczyk, Czesław Łuczak oraz inni polscy historycy podawali zazwyczaj w ślad za raportem Streckenbacha, iż w trakcie „Nadzwyczajnej Akcji Pacyfikacyjnej” zamordowano około 3500 polskich intelektualistów oraz działaczy społecznych i politycznych, jak również około 3000 przestępców kryminalnych. Nie jest to jednak pewna informacja, gdyż liczby przedstawione w raporcie Streckenbacha nigdy nie zostały zweryfikowane. W szczególności brakuje informacji na temat represji wymierzonych w środowiska przestępcze. Nie sposób na przykład stwierdzić, ilu rzeczywistych kryminalistów znalazło się w gronie 3000 ofiar zaliczonych do tej kategorii. Mówiąc o ofiarach Akcji AB należy także pamiętać, że tysiące przedstawicieli polskiej inteligencji deportowano wówczas do obozów koncentracyjnych, gdzie końca wojny doczekał tylko znikomy procent.

## Reakcje polskiego społeczeństwa i ruchu oporu
W wyniku Akcji AB śmierć poniosło wielu wybitnych przedstawicieli polskiego życia politycznego, społecznego, intelektualnego, kulturalnego i sportowego. Ciężkie straty osobowe poniosły również polskie organizacje podziemne. Gwałtowne zaostrzenie niemieckich represji, a także reperkusje spowodowane klęską Francji, wprowadziły pewien chaos w szeregi polskiego ruchu oporu i w odczuwalny sposób utrudniły jego działalność. Gestapo rozbiło w tym okresie kilka mniejszych organizacji podziemnych lub lokalnych siatek ZWZ. 21 listopada 1940 generał Stefan „Grot” Rowecki zameldował polskim władzom w Londynie, iż „warunki pracy w konspiracji i jej, jeśli to tak nazwać można, bezpieczeństwo, od maja znacznie się pogorszyły”. W tym samym meldunku Komendant Główny ZWZ informował, że Niemcom udało się aresztować kilku wysokich rangą oficerów ZWZ ze struktur w Krakowie, Rzeszowie, Przemyślu i Dębicy, a także zlikwidować kilka kanałów przerzutowych na granicy ze Słowacją. Na skutek aresztowań Komenda Główna ZWZ była zmuszona zejść do głębszej konspiracji.
Na dłuższą metę Außerordentliche Befriedungsaktion nie zdołała jednak zahamować rozwoju polskiego ruchu oporu. Meldunki generała „Grota” z 1940 roku wskazywały, że niemieckie represje utrudniły działalność ZWZ, lecz nie zdołały jej sparaliżować. Niemcom nie udało się także zastraszyć polskiego społeczeństwa, częściowo dzięki apelom podziemia wzywającym społeczeństwo do spokoju i przeciwdziałania panice. W „Raporcie o sytuacji wewnętrznej” z 30 stycznia 1941 Komendant Główny ZWZ meldował, że „terror z wyjątkiem dziedziny gospodarczej, nie osiąga zamierzonych swych rezultatów, jest natomiast zawadą we wszelkiej normalizacji stosunków. Mimo niepowetowanych i dotkliwych strat dla społeczeństwa polskiego – wzmacnia jego postawę, co w okresie sprawozdawczym zaznaczyło się wybitnie. Coraz bardziej szerzy się przekonanie, że straty na skutek terroru są stratami wojennymi w walce, którą również Kraj prowadzi o przetrwanie i zwycięstwo. Mimo terroru pojawiają się koncepcje walki cywilnej, sabotażu itp.”
W niemieckim aparacie okupacyjnym dość krytycznie oceniano skuteczność Akcji AB. Funkcjonariusze służb bezpieczeństwa byli zdania, że tego typu doraźne akcje przynoszą dość skromne rezultaty i na dłuższą metę nie będą w stanie zahamować rozwoju ruchu oporu. SS-Brigadeführer Streckenbach również był zmuszony przyznać, że „błędny i wysoce niebezpieczny w swych skutkach jest pogląd, że aktywistami ruchu oporu są wyłącznie oficerowie, wyżsi urzędnicy, czy ludzie z pewnym wykształceniem. Jest oczywiście prawdą, że stanowią oni trzon ruchu oporu, lecz elementy dokonujące zamachów rekrutują się wyłącznie z chłopów i robotników” (posiedzenie „rządu” GG w dniu 20 maja 1941). W rezultacie po zakończeniu Akcji AB niemieckie kierownictwo postanowiło na pewien czas zaniechać masowych akcji represyjnych i skupić się na bardziej przemyślanym, „punktowym” zwalczaniu komórek polskiego ruchu oporu.

## Odpowiedzialność sprawców

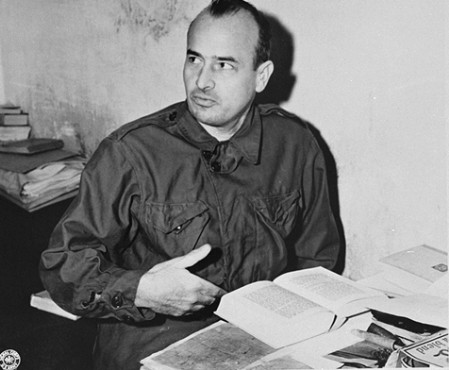
Hans Frank w swojej celi w Norymberdze

Krąg osób odpowiedzialnych za zbrodnie popełnione podczas Akcji AB jest stosunkowo szeroki i dotychczas nie został precyzyjnie określony. W pierwszym rzędzie należy do niego zaliczyć generalnego gubernatora Hansa Franka, SS-Obergruppenführera Friedricha Wilhelma Krügera oraz SS-Brigadeführera Brunona Streckenbacha. Uwzględnić należy także gubernatorów dystryktów GG – Ludwiga Fischera (Warszawa), Ottona Wächtera (Kraków), Ernsta Zörnera (Lublin) i Karla Lascha (Radom) – oraz dowódców SS i policji w dystryktach: SS-Gruppenführera Paula Modera (Warszawa), SS-Gruppenführera Karla Zecha (Kraków), SS-Brigadeführera Odilo Globocnika (Lublin) i SS-Oberführera Fritza Katzmanna (Radom). W praktyce za realizację „Nadzwyczajnej Akcji Pacyfikacyjnej” na terenie poszczególnych dystryktów odpowiadali przede wszystkim miejscowi komendanci SD i policji bezpieczeństwa. Byli to odpowiednio: SS-Standartenführer Josef Meisinger (Warszawa), SS-Sturmbannführer Ludwig Hahn (Kraków), SS-Sturmbannführer Walter Huppenkothen (Lublin) i SS-Hauptsturmführer Fritz Liphardt (Radom). Do tego należy doliczyć liczną grupę dowódców najniższego szczebla oraz bezpośrednich wykonawców egzekucji. Ponadto szczególna odpowiedzialność spada na członków policyjnych sądów doraźnych, które wydawały wyroki śmierci na Polaków aresztowanych w ramach Akcji AB.
Tylko nieliczni sprawcy zbrodni popełnionych podczas „Nadzwyczajnej Akcji Pacyfikacyjnej” ponieśli po wojnie odpowiedzialność karną. Hans Frank i Arthur Seyss-Inquart zostali skazani przez Międzynarodowy Trybunał Wojskowy w Norymberdze na karę śmierci przez powieszenie (1946). Wyrokiem Najwyższego Trybunału Narodowego na karę śmierci skazani zostali również Ludwig Fischer i Josef Meisinger (1947) oraz Josef Bühler (1948). Ludwig Hahn przez wiele lat mieszkał w Hamburgu pod swoim prawdziwym nazwiskiem. Przed sądem stanął dopiero w 1972 i po trwającym rok procesie skazany został na karę 12 lat pozbawienia wolności. W procesie rewizyjnym hamburski sąd przysięgłych podwyższył karę na dożywotnie pozbawienie wolności (1975), wyrok dotyczył jednak wyłącznie zbrodni popełnionych przez Hahna w czasie likwidacji getta warszawskiego. Hahn wyszedł na wolność w 1983 i zmarł trzy lata później.
Część osób odpowiedzialnych za realizację Akcji AB poniosła śmierć w czasie wojny lub wkrótce po jej zakończeniu. W tym gronie znaleźli się m.in.: Friedrich Wilhelm Krüger (popełnił samobójstwo w 1945), Paul Moder (zginął w 1942 na froncie wschodnim), Karl Lasch (zmarł w niejasnych okolicznościach w 1942), Karl Zech (popełnił samobójstwo w 1944), Odilo Globocnik (popełnił samobójstwo w 1945), Fritz Liphardt (popełnił samobójstwo w 1947, wkrótce po swojej ekstradycji do Polski) i Ernst Zörner (zaginął, prawdopodobnie popełnił samobójstwo w 1945).
Wielu organizatorów i uczestników Außerordentliche Befriedungsaktion nie poniosło jednak żadnej odpowiedzialności za popełnione w Polsce zbrodnie. Bruno Streckenbach dostał się do niewoli sowieckiej, z której wyszedł w 1955. Zamieszkał następnie w Hamburgu, gdzie pracował jako urzędnik. Prowadzone przeciwko niemu dochodzenie zostało umorzone „z powodu stanu zdrowia oskarżonego”. Fritz Katzmann do swojej śmierci w 1957 ukrywał się w Darmstadt pod przybranym nazwiskiem. Otto Wächter zmarł w 1949 w Rzymie, gdzie ukrywał się w katolickim kolegium. Walter Huppenkothen zamieszkał po wojnie w Niemczech Zachodnich, gdzie skazano go na karę sześciu lat pozbawienia wolności za udział w prześladowaniach członków niemieckiego ruchu antynazistowskiego. Po wyjściu na wolność (1959) był cenionym specjalistą w dziedzinie prawa gospodarczego. Zmarł w 1979 w Lubece.

## Domniemane współdziałanie niemiecko-sowieckie
Od pierwszych dni okupacji zarówno niemiecki, jak i sowiecki terror był wymierzony przede wszystkim w polską inteligencję oraz szeroko rozumiane warstwy wyższe. Niewyjaśniona pozostaje kwestia, czy obaj okupanci koordynowali prowadzone przez siebie działania eksterminacyjne. Pomimo tego uwagę zwraca zbieżność czasowa Außerordentliche Befriedungsaktion oraz zbrodni katyńskiej – dwóch najbardziej znanych akcji eksterminacyjnych wymierzonych w polską inteligencję . Zebranie „Rady Obrony Generalnego Gubernatorstwa”, które nadało bezpośredni impuls do przeprowadzenia „Nadzwyczajnej Akcji Pacyfikacyjnej” odbyło się 2 marca 1940 – trzy dni przed posiedzeniem Biura Politycznego KC WKP(b), podczas którego podjęto decyzję o wymordowaniu polskich oficerów przetrzymywanych w obozach specjalnych w Kozielsku, Starobielsku i Ostaszkowie. Obu zbrodni również dokonano w stosunkowo niewielkim odstępie czasu. Ponadto według niektórych źródeł w okresie poprzedzającym Akcję AB oraz mord katyński (przełom pierwszego i drugiego kwartału 1940) nastąpiło wyraźne zacieśnienie współpracy na linii Gestapo-NKWD. Odbyły się bowiem wówczas dwustronne konferencje w Zakopanem i Krakowie, w trakcie których funkcjonariusze niemieckich i sowieckich służb specjalnych mieli rzekomo dokonać wymiany informacji i doświadczeń na temat zwalczania polskiego ruchu oporu. Brakuje jednak jednoznacznych dowodów, które świadczyłyby, iż podczas tych spotkań rzeczywiście prowadzono rozmowy nt. koordynacji działań represyjnych przeciw polskiemu społeczeństwu. Z tego względu nie można przesądzać, iż obie akcje eksterminacyjne zostały uzgodnione i bezpośrednio skoordynowane przez Berlin i Moskwę .